# Barmàquides
Els barmàquides (al-Baramika o al-Barmak) fou un família iraniana de secretaris i visirs dels primers califes abbàssides. El seu nom deriva de Barmak, portat per l'ancestre i que més aviat era el títol del gran sacerdot del temple de Nawbahar a prop de Balkh que ocupava una àrea de 1500 km², terrenys que van restar possessió de la família. Nawbahar havia estat destruït pels àrabs el 663; l'historiador persa at-Tabarí diu que el príncep local Nizak Tarkhan encara hi va pregar el 709/710; no fou reconstruït quan es va restaurar Balkh després del 725. Segons la llegenda, el darrer Barmak va anar el 725 a la cort de Bagdad i es va fer musulmà, però és possible que els primers conversos foren en realitat els seus fills.
Membres destacats de la família foren:
- Khalid ibn Barmak, fill del darrer Barmak
- Yahya ibn Khàlid[1]
- al-Fadl ibn Yahya
- Jàfar ibn Yahya
- Muhàmmad ibn Yahya
- Mussa ibn Yahya, governador de Sind, mort el 836
- Imran ibn Mussa, governador de Sind, el 836
- Muhàmmad ibn Khàlid, hàjib

La seva caiguda es va produir a la darreria de gener del 803 quan el califa Harun ar-Raixid, cansat de la seva tutela, va fer matar el visir Jàfar, arrestà els altres, i els seus béns foren expropiats.